# Tommy Thompson
Tommy George Thompson (Elroy (Wisconsin), 19 november 1941) is een Amerikaanse politicus van de Republikeinse Partij. Hij was gouverneur van de staat Wisconsin van 1987 tot 2001 en minister voor Gezondheidszorg en Sociale Zaken (Health and Human Services) van 2001 tot 2005 in de eerste termijn van George W. Bush.

## Levensloop
Thompson studeerde rechten aan de Universiteit van Wisconsin. Daarna diende hij als militair in het Amerikaanse leger, en later bij de Nationale Reserve. Hij bracht het tot de rang van kapitein.
Zijn eerste publieke positie vervulde Thompson in 1966 toen hij gekozen werd in het Huis van Afgevaardigden van de staat Wisconsin namens de Republikeinse Partij. Hij had daarin lange tijd zitting en werd in 1981 minderheidsleider. Thompson was erg op de parlementaire procedures om op die manier toch enige invloed uit te oefenen. Hij probeerde zo verschillende wetsvoorstellen te verdragen of te blokkeren. Daaraan dankte hij de bijnaam Dr. No.
Thompson werd in 1987 gekozen als gouverneur van Wisconsin en werd daarna nog driemaal herkozen. Daarmee was hij de langstzittende gouverneur in de geschiedenis van de staat. In 1990 ontstond door zijn toedoen het parental school-choice program. Ouders in Milwaukee met een laag inkomen konden daardoor zelf bepalen of ze hun kinderen naar een privéschool of een openbare school wilden sturen. Ook riep hij BadgerCare in het leven. Dit was een programma waardoor families die niet via hun werkgever zorgverzekering hadden afgesloten, maar te veel verdienen voor Medicaid, toch een ziektekostenvergoeding ontvangen.
Door president George W. Bush werd Thompson in 2001 gevraagd als minister van Gezondheidszorg en Sociale Zaken. In januari 2005 werd hij opgevolgd door Michael O. Leavitt.
In 2007 stelde Thompson zich kandidaat voor de Amerikaanse presidentsverkiezingen van 2008. Na vier maanden trok hij zich terug toen hij als zesde eindigde in de bekende Ames straw poll. In een later stadium van de campagne schaarde hij zich achter Rudy Giuliani. Later schaarde hij zich achter John McCain, maar liet ook weten niet blij te zijn met diens campagne.
Thompson overwoog in 2009 en 2010 zich (opnieuw) kandidaat te stellen respectievelijk het gouverneurschap van Wisconsin en de Amerikaanse Senaat. In beide gevallen zag hij daar van af.
Na zijn aftreden als minister werkte hij twee jaar als directeur bij Applied Digital Solutions, een bedrijf dat zogeheten RFID-chips ontwerp. Ook hij is een partner in Akin Gump, een advocatenpraktijk in Washington D.C.
- Gemeinsame Normdatei: 1177157608
- International Standard Name Identifier: 0000 0000 5227 0636
- Library of Congress Control Number: no90016493
- National Archives and Records Administration: 10573470
- Virtual International Authority File: 6951987
- WorldCat: E39PBJwD4KQkBRKcDrr6bkd84q